# Giuseppe Abbruzzese
Giuseppe Abbruzzese (Napoli, 13 novembre 1917 – Napoli, 17 luglio 1981) è stato un politico italiano.

## Biografia
Impiegato, esponente del Partito Comunista Italiano, si candidò alle elezioni politiche del 1963 senza risultare eletto. Subentrò poi al posto del deputato Giovanni Arenella, deceduto nel marzo 1965. Concluse il proprio mandato parlamentare nel 1968.
Morì all'età di 63 anni, nel luglio 1981.